# Drapeau du Sénégal
Le drapeau de la République du Sénégal, adopté en 1960 au moment de l'indépendance, est composé de trois bandes verte, or, rouge, verticales et égales. Une étoile verte à cinq branches se trouve au centre de la bande or.

## Symbolique

### Couleurs
- La couleur verte revêt différentes significations selon les communautés. Pour les musulmans, c'est la couleur du drapeau du Prophète. Pour les chrétiens, elle représente l'espérance et pour les animistes, la fécondité[1]. La couleur Pantone est 361 ou RGB 30 181 58.et le RAL 6038[réf. nécessaire]
- La couleur jaune (ou or) est signe de richesse, fruit du travail, et en même temps, la couleur des arts et des lettres, également la couleur de l'Esprit[1]. La couleur Pantone est 116 ou RGB 252 209 22.et le  RAL 1018[réf. nécessaire]
- La couleur rouge rappelle la couleur du sang, de la vie, du sacrifice consenti par toute la Nation, la détermination à lutter contre le sous-développement[1]. La couleur Pantone est 186 ou RGB 206 17 38.et le RAL 3028[réf. nécessaire]

### Étoile
- Assez présente dans la symbolique d'Afrique subsaharienne, l'étoile à cinq branches marque l’ouverture du Sénégal aux cinq continents. Elle représente le ciel, donc les valeurs spirituelles, singulièrement chez un peuple qui ne vit pas seulement de riz et de pain. Elle est verte pour signifier, plus particulièrement, l’espoir qu’exprime la jeune indépendance de la République du Sénégal[1]. La couleur Pantone et RGB sont les mêmes que celle de la bande verte.

## Historique
À la suite du référendum de septembre 1958 qui marque la fin de l'Afrique-Occidentale française (AOF), le Sénégal acquiert son premier drapeau tout en restant dans la Communauté française ; il est constitué d'une étoile jaune à cinq branches sur fond vert. Il est basé sur celui de l'Union progressiste sénégalaise (actuel Parti socialiste du Sénégal), qui avait une étoile rouge.
En avril 1959, la République soudanaise (actuel Mali) et le Sénégal forment la Fédération du Mali (toujours membre de la Communauté française), dont le drapeau tricolore vert, jaune, rouge porte un kanaga (masque Dogon) en son centre. Le Sénégal se retire de la fédération et proclame son indépendance le 20 août 1960. Il conserve le drapeau tricolore de la Fédération du Mali.

Premier drapeau du Sénégal (1958-1959)
Drapeau de la Fédération du Mali, regroupant le Sénégal et le Mali (1959-1960)

## Utilisation

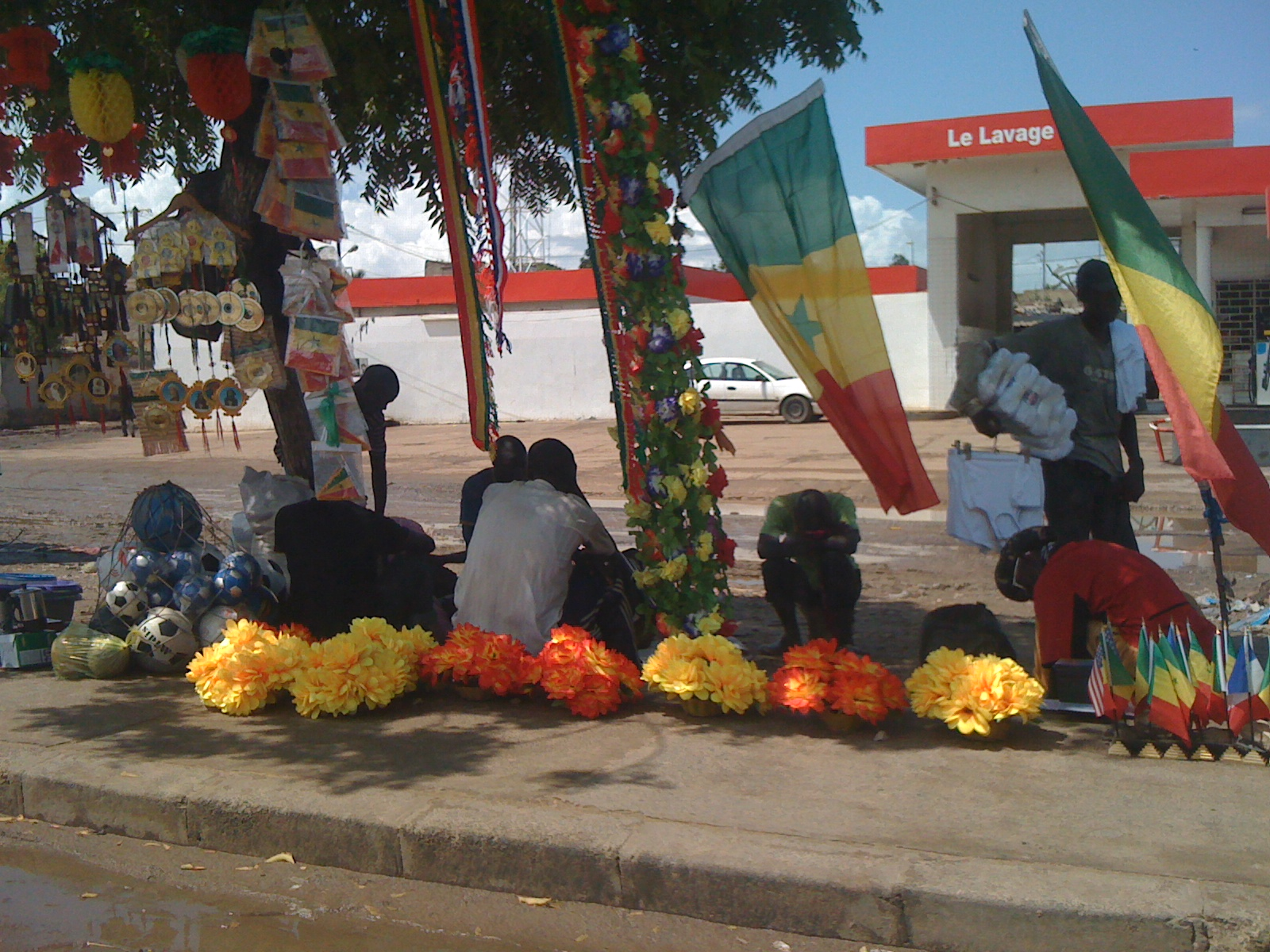
Vente de drapeaux à Rufisque.
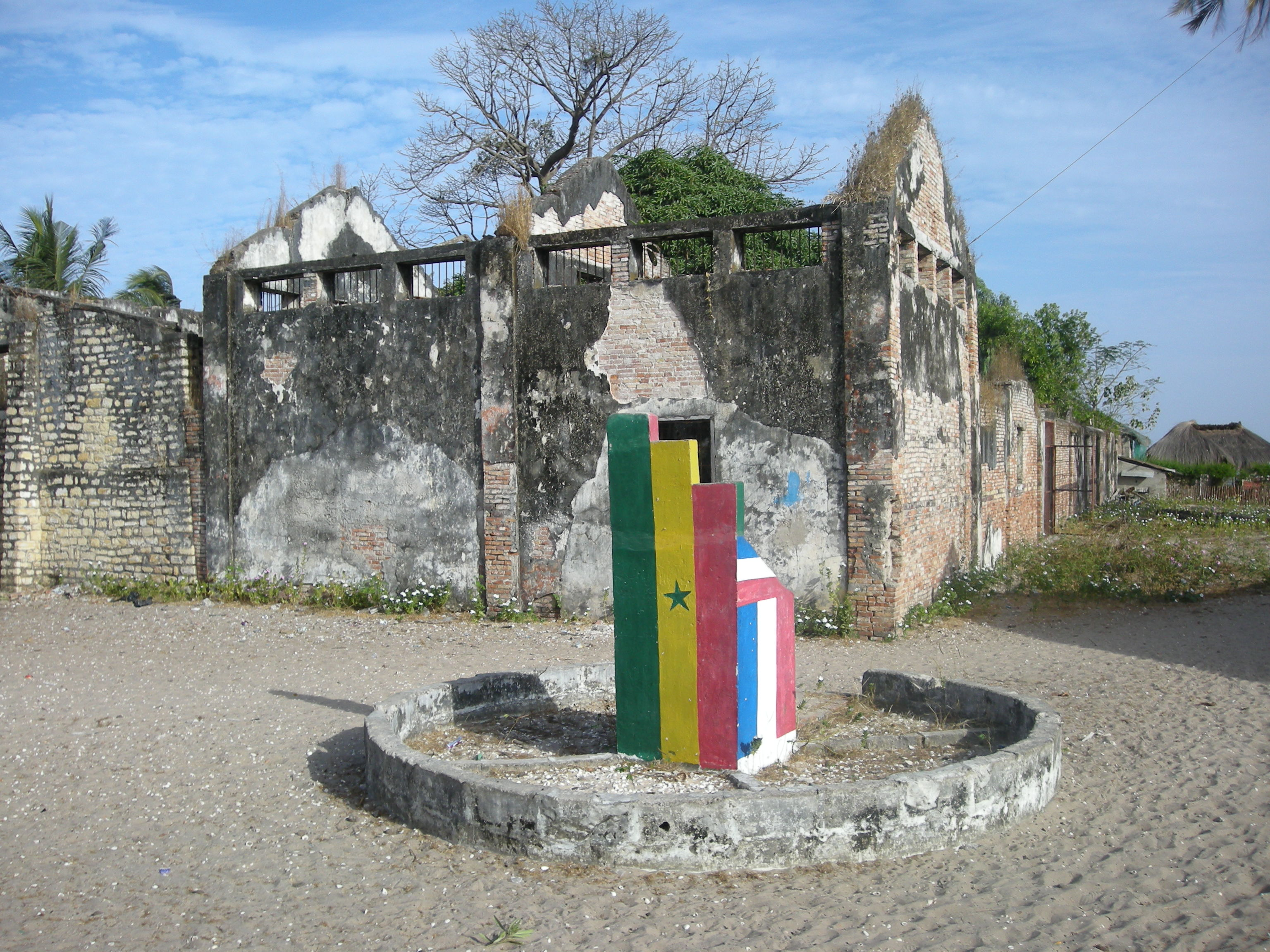
Drapeau à Carabane (Casamance).
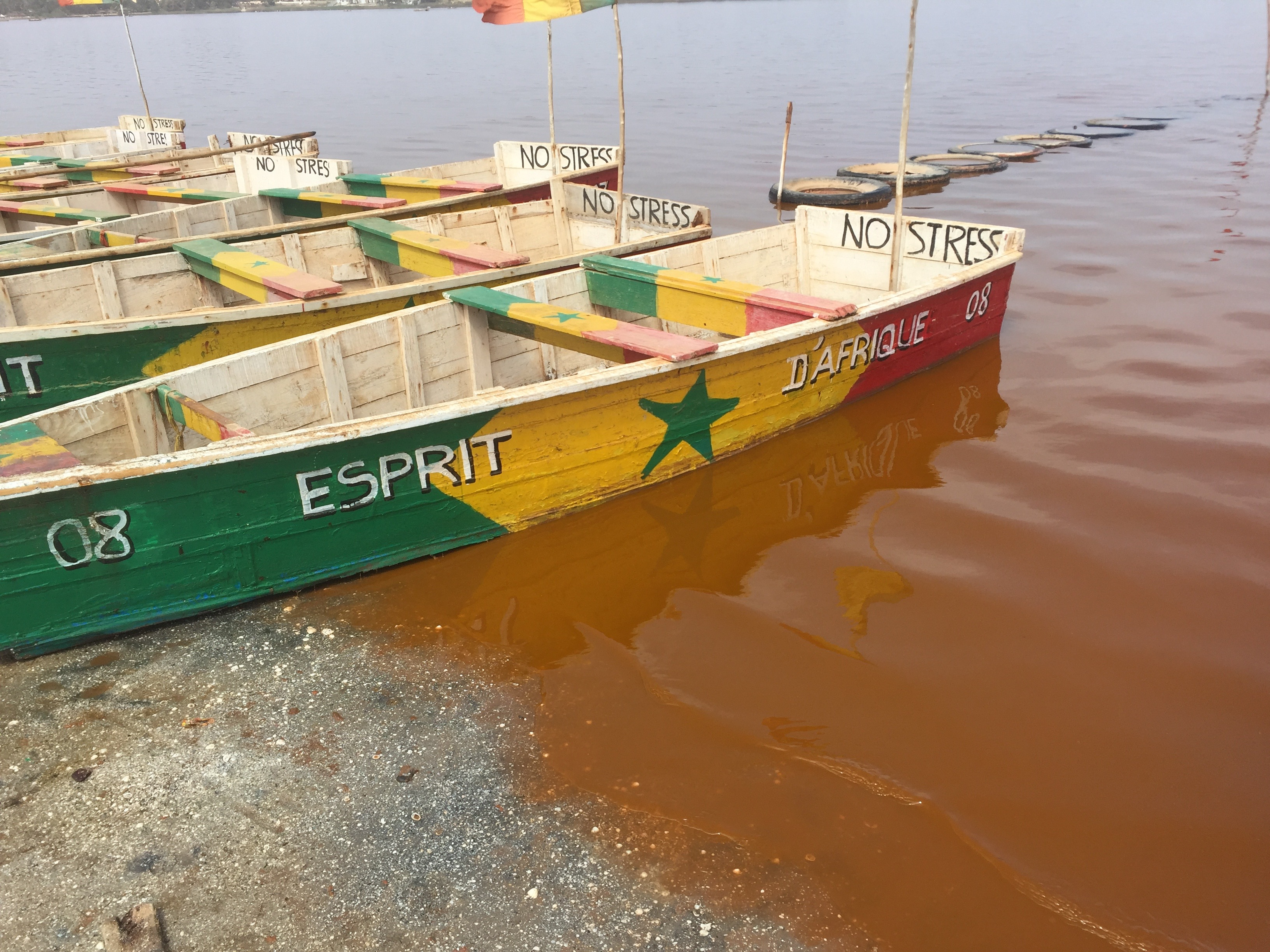
Pirogues peintes au lac Rose.
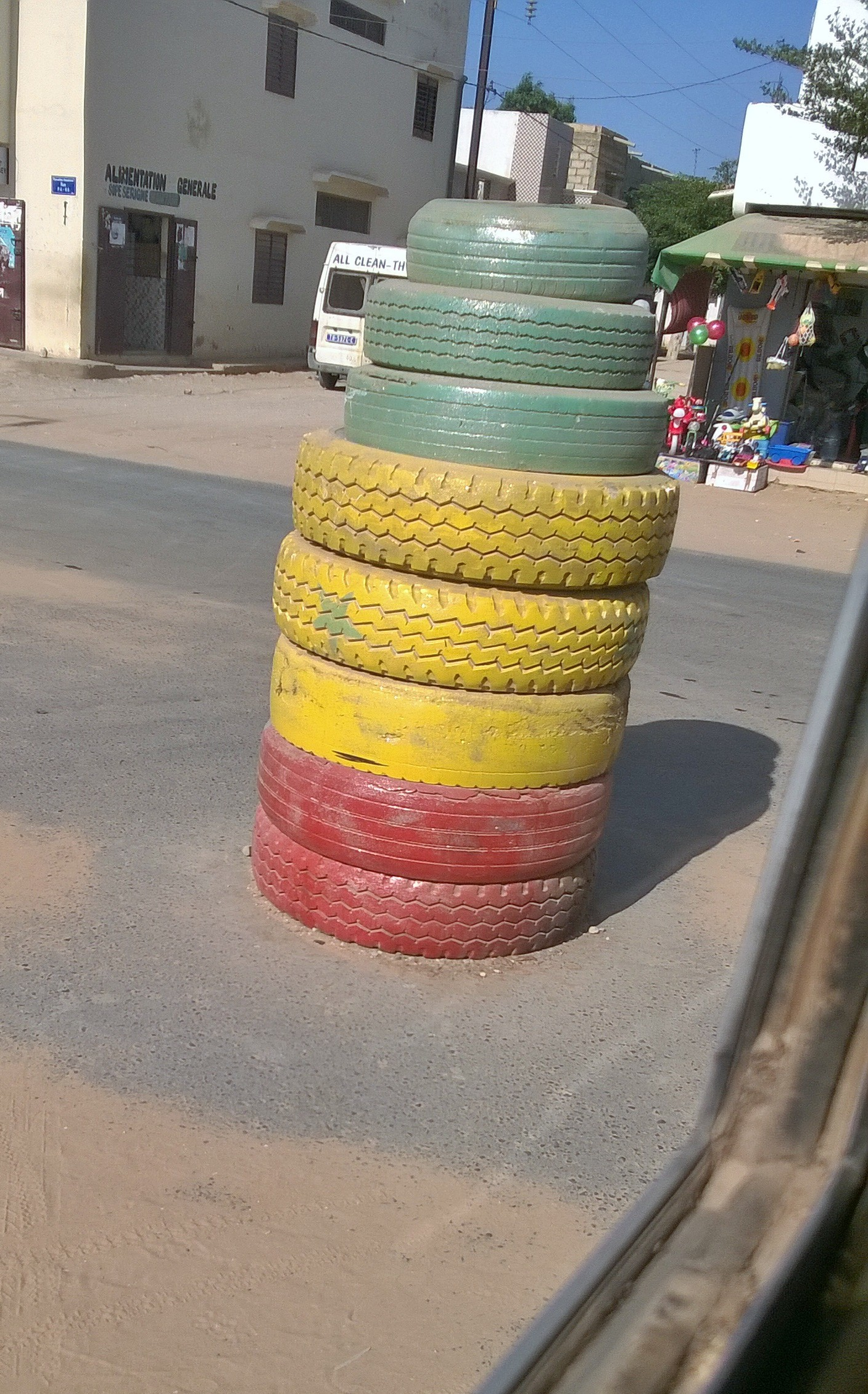
Rond-point à Thiès.
- Échange entre les présidents Obama et Sall sur fond de drapeaux (2013).
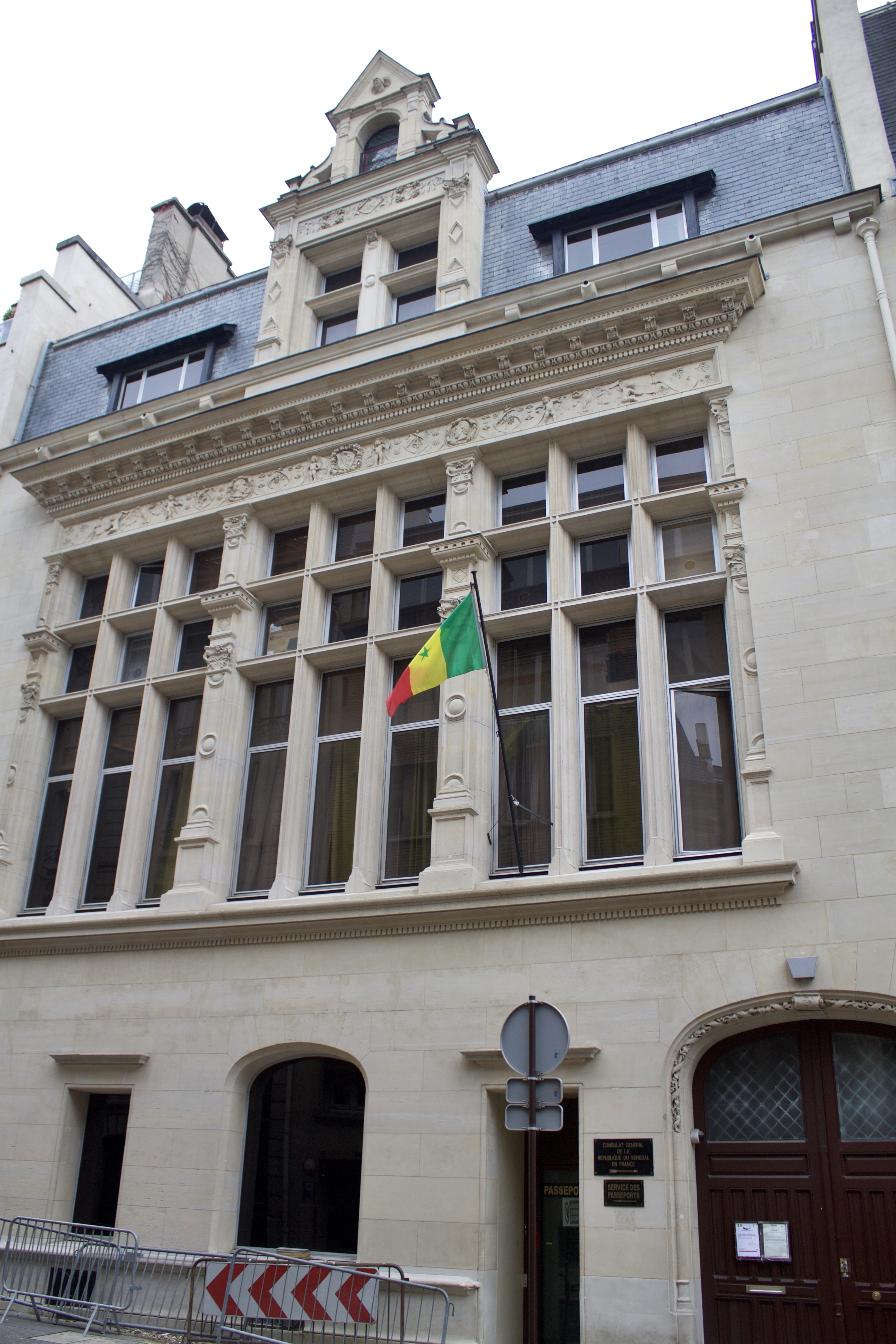
Consulat général du Sénégal à Paris.